# Pacifische zeilvis
De Pacifische zeilvis (Istiophorus platypterus) is een straalvinnige vis uit de familie van zeilvissen (Istiophoridae) en behoort derhalve tot de orde van baarsachtigen (Perciformes). De vis kan een lengte bereiken van 348 cm. De hoogst geregistreerde leeftijd is 13 jaar. De Pacifische zeilvis is ook het snelste waterdier, met snelheden geregistreerd tot 109 km/h .

## Leefomgeving
Istiophorus platypterus is een zoutwatervis. De vis prefereert een subtropisch klimaat en heeft zich verspreid over de drie belangrijkste oceanen van de wereld (Grote, Atlantische en Indische Oceaan). Bovendien komt Istiophorus platypterus voor in de Middellandse Zee. De diepteverspreiding is 0 tot 200 m onder het wateroppervlak.

## Relatie tot de mens
Istiophorus platypterus is voor de visserij van aanzienlijk commercieel belang. In de hengelsport wordt er weinig op de vis gejaagd.